# スレイベル
スレイベル（英: sleigh bells）は楽器の一つで、打楽器に分類される。直訳すれば「そりの鈴」で、ジングルベルとも呼ばれる。
この楽器は板や革ひもや棒に、直径1cm - 数cmの金属の鈴を数個から数十個ほど取り付けたものである。奏法としては、片方の手で下向きに持ってもう一方の手でスレイベルを握った手を叩いて鈴を鳴らす、鈴が取り付けられた棒を中心軸に左右に回転させて鳴らす、両端付近を両手で持って激しく振って鳴らす、などがある。

## 歴史
馬や馬車、馬橇などの馬具や馬車そのものに付けられる多数のクロタルベルが発展した馬具であり楽器である。馬が動くときには常に鳴り響き、歩行者や馬車へ接近を知らせ、雨や吹雪時の視界不良でも位置を知らせるのに活用された。
日本では、馬に付けた鈴を模した駅路（うまやじ）という楽器がある。一方、音楽プロデューサーの田中隼人はニュースサイト「ナタリー」の企画記事の中で、日本における鈴の音は馬車というよりはむしろクリスマスと結び付けられることが多く、スレイベルが用いられる音楽もほぼクリスマスソングであると話している。

## スレイベル使用の楽曲の例
管弦楽曲
- ヴォルフガング・アマデウス・モーツァルト：ドイツ舞曲6番
- エドワード・エルガー：威風堂々第1番
- グスタフ・マーラー：交響曲第4番
- ルロイ・アンダーソン：そりすべり

他
吹奏楽曲
- 福島弘和：梁塵秘抄 -熊野古道の幻想-

他

## 主なメーカー
- ヤマハ
- パール
- プレイウッド

他